# Александро-Невский собор (Мстиславль)
Алекса́ндро-Не́вский собо́р — православный храм в городе Мстиславле Могилёвской области, второй кафедральный собор Могилёвской епархии Белорусского экзархата Русской православной церкви. Памятник архитектуры ретроспективно-русского стиля.

## История

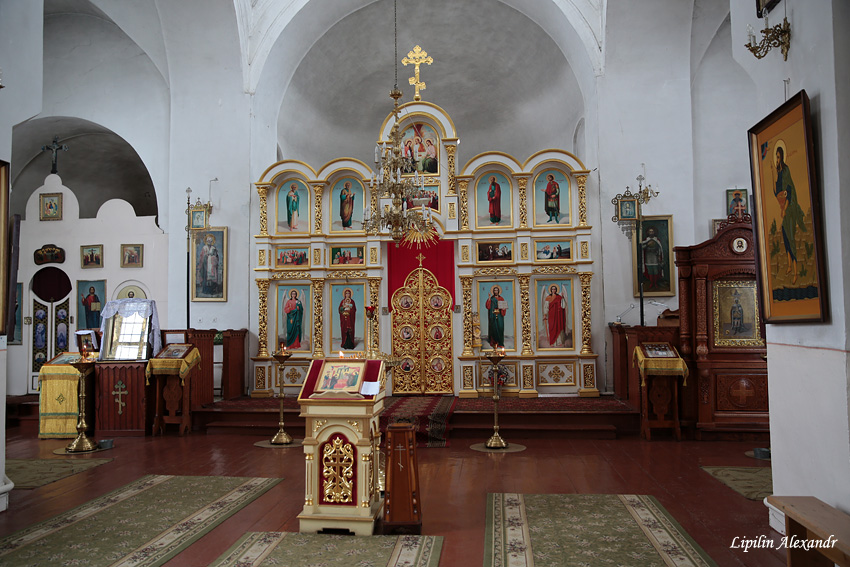
Интерьер собора

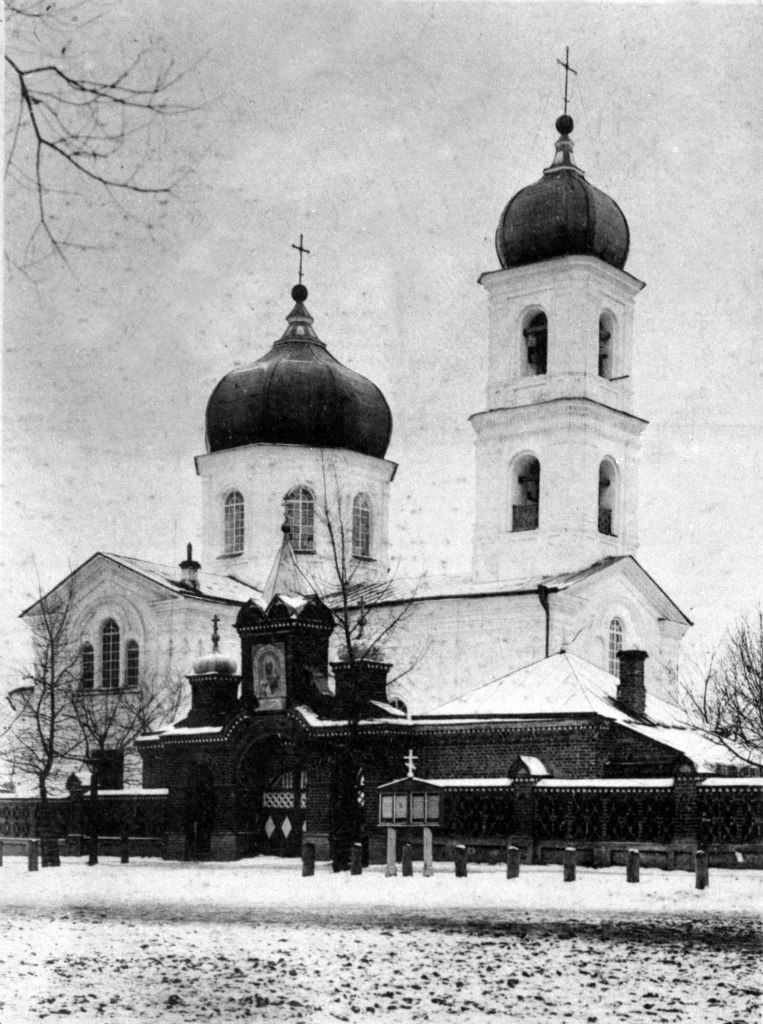
Историческое фото церкви

В 1727 году в Мстиславле на пожалования хорунжего витебского Ивана Гурко был основан бернардинский монастырь, на месте которого ранее находилась древнейшая православная церковь в городе — Афанасьевская церковь, перенесённая на Замковую гору. В монастыре имелся возведённый в том же 1727 году костёл Рождества Богородицы с пятью деревянными алтарями. В 1775 году костёл был заменён на новый, уже каменный храм. Монастырь, закрытый в 1831 году, отдали православному ведомству, при этом храм — для прихожан Афанасьевской церкви. Здание храма сгорело в 1858 году. После этого для костёла разрабатывались различные варианты приспособления «по ветхости» (проекты датируются 1864 и 1866 годами). Было принято решение о непрочности конструкций католического храма, что привело к решению его разобрать и построить новый, уже православный храм. Сама церковь была возведена в 1870 году из кирпича. В 1930-е годы церковь была закрыта и переделана в продуктовый склад. Во время Второй мировой войны за зданием были захоронены солдаты немецкой армии.
Собор как популярный объект туризма является частью туристического маршрута «Историко-культурное наследие Могилёвского края».
Настоятелем собора является протоиерей Вячеслав Ивашкевич.

## Архитектура
Решение для постройки, являющейся крестово-купольным храмом, было найдено в пространственно-развитой динамичной композиции. Двухъярусная четвериковая звонница, вертикальная доминанта данной композиции, надстроена над притвором; её завершением служит гранёный луковичный купол. В архитектурном плане храм состоит из основного крестовидного объёма, над средокрестием которого возведён восьмигранный световой барабан с завершением в виде шлемовидного купола, подобного по форме куполу звонницы, только большего размера, и трёх закруглённых апсид, примыкающих к основному объёму с востока. Для расчленения оштукатуренных фасадов, опоясанных профилированным карнизом с аркатурным фризом и крепованных угловыми и простеночными пилястрами, применены высокие арочные оконные проёмы в профилированных наличниках. Для освещения разновеликих апсид были выбраны высокие полуциркульные окна. Завершением торцов трансептов служат треугольные щиты. Решение же для трёх входов в собор, над которыми расположены окна-трифории, найдено в прямоугольных проёмах в арочном обрамлении — кроме того, всё объединяет общая профилированная арка.
Барабан, чьё подкупольное пространство доминирует в интерьере собора, опирается на стены посредством парусов и подпружных арок. Перекрытием внутреннего пространства для трапезной и приделов (дополнительного объёма и боковых алтарей) служит цилиндрический свод с распалубками, для апсид — конхи, а для бабинца — крестовый свод.

## Ворота

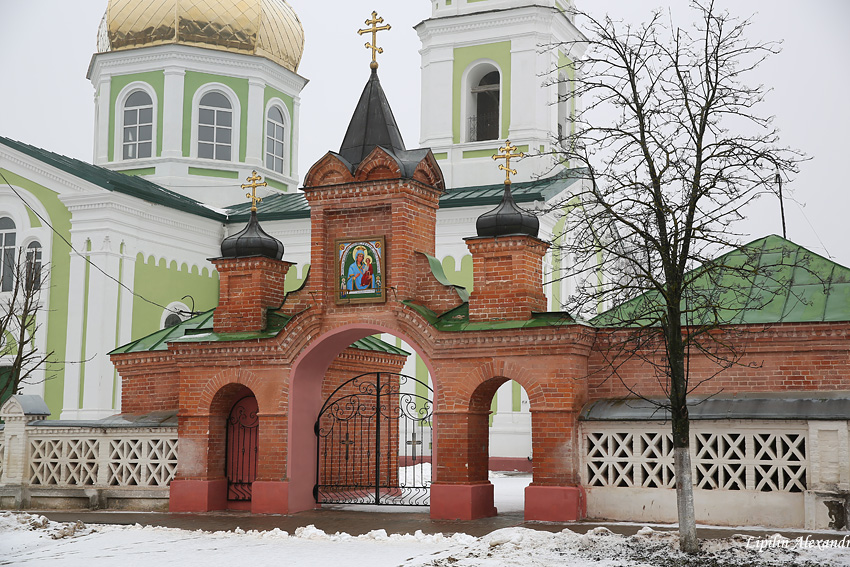
Ворота

Для кирпичных ворот, поставленных с северной стороны от собора, было выбрано решение в виде тройной аркады (полуциркульной арки). Завершением последней служит прямоугольный щит с шатровым верхом и кокошниками в основании. Небольшие четырёхгранные башенки, возведённые над боковыми проёмами, являются купольными. Ажурные ворота отлиты из чугуна.

## Иконы
В 1895 году, в честь коронования императора Николая II, в Москве была приобретена почитаемая икона «Богоматерь Иверская», хранившаяся в храме.

## Оценки
По мнению советского архитектора Владимира Чантурии, храм, хотя и возвышается над всей застройкой города, «имеет ценность больше историческую, чем художественную».

## Комментарии
1. ↑  Иногда указывается 1871 год (храм упоминается как Крестовоздвиженская церковь Александра Невского: см. Гарады і вёскі Беларусі / Рэдкал. Т. У. Бялова (дырэктар) і інш.. — Мінск: Беларус. Энцыкл. імя П. Броўкі, 2009. — Т. 7, кн. 3. Магілёўская вобласць. — С. 10. — 544 с. — ISBN 978-985-11-0452-5.), десятилетний период с 1872 года (Опыт описания Могилевской губернии. Книга 2. — СПб., 1884. — С. 90.), 1877 год (Чантурия В. А. Памятники архитектуры и градостроительства Белоруссии. — Минск: Полымя, 1986. — С. 228. — 240 с.), 1878 год (Слюнькова И. Н. Храмы и монастыри Беларуси XIX века в составе Российской империи. Пересоздание наследия. — М.: Прогресс-Традиция, 2009. — С. 600.).
2. ↑  Иногда указывается бабинец. См.: Пятросава А. Ю. Мсціслаўсая царква Аляксандра Неўскага // Беларуская энцыклапедыя. — Минск: БелЭн, 2000. — Т. 10: Малайзія — Мугаджары. — С. 539. — 544 с. — ISBN 985-11-0169-9.; Пятросава А. Ю. Царква Аляксандра Неўскага // Збор помнікаў гісторыі і культуры Беларусі. Магілёўская вобласць. — Минск: БелСЭ, 1986. — С. 83. — 309—310 с. — 5500 экз.; Пятросава А. Ю. Мсціслаўская царква Аляксандра Неўскага // Архітэктура Беларусі. — Минск: БелЭн, 1993. — С. 352. — 620 с. — ISBN 5-85700-078-5.
3. ↑  Иногда для окон и порталов собора в качестве окаймления называется декоративный валик. Входные порталы состоят из главного и боковых. См.: Пятросава А. Ю. Мсціслаўская царква Аляксандра Неўскага // Архітэктура Беларусі. — Минск: БелЭн, 1993. — С. 352. — 620 с. — ISBN 5-85700-078-5.; Пятросава А. Ю. Мсціслаўсая царква Аляксандра Неўскага // Беларуская энцыклапедыя. — Минск: БелЭн, 2000. — Т. 10: Малайзія — Мугаджары. — С. 539. — 544 с. — ISBN 985-11-0169-9.; Пятросава А. Ю. Царква Аляксандра Неўскага // Збор помнікаў гісторыі і культуры Беларусі. Магілёўская вобласць. — Минск: БелСЭ, 1986. — С. 83. — 309—310 с. — 5500 экз.
4. ↑  Иногда завершение характеризуется как небольшая наблюдательная башня, по бокам которой размещены невысокие главки. См.: Пятросава А. Ю. Мсціслаўсая царква Аляксандра Неўскага // Беларуская энцыклапедыя. — Минск: БелЭн, 2000. — Т. 10: Малайзія — Мугаджары. — С. 539. — 544 с. — ISBN 985-11-0169-9.; Пятросава А. Ю. Мсціслаўская царква Аляксандра Неўскага // Архітэктура Беларусі. — Минск: БелЭн, 1993. — С. 352. — 620 с. — ISBN 5-85700-078-5.; Пятросава А. Ю. Царква Аляксандра Неўскага // Збор помнікаў гісторыі і культуры Беларусі. Магілёўская вобласць. — Минск: БелСЭ, 1986. — С. 83. — 309—310 с. — 5500 экз.